# Breakout (videogioco)
Breakout è un videogioco arcade realizzato da Atari e pubblicato il 13 maggio 1976. È il primo videogioco basato sulla celebre meccanica di gioco in cui si controlla una racchetta orizzontale che si sposta lungo il fondo dello schermo e può fare rimbalzare verso l'alto una pallina che non risente della gravità, e con essa distruggere schiere di mattoni.
In seguito è stato convertito per Atari 2600 (1978) e, nella sua variante Super Breakout, per molte altre piattaforme domestiche. Ha lanciato un popolare filone di innumerevoli cloni e varianti, noti appunto come cloni di Breakout.
Il gioco arcade venne realizzato tramite porte logiche e senza l'uso di microprocessori.
La versione Atari 2600 è stata fonte di ispirazione per un libro (Pilgrim in the Microworld, di David Sudnow, 1983).

## Modalità di gioco
In Breakout lo scopo del giocatore è abbattere un muro di mattoni posto nella parte superiore dello schermo, mentre in quella inferiore c'è solamente una piccola barra che può essere mossa a destra e sinistra: con questa bisogna colpire una palla che rimbalza, in modo che distrugga tutti i mattoni che compongono il muro. Se il giocatore non riesce a colpire la palla con la propria barra, questa esce dalla schermata ed è eliminata dal gruppo delle 3 a disposizione: una volta esaurite tutte le palle, la partita termina ("Game over"). I mattoni sono disposti su 8 file ed ogni coppia di file è disegnata con un colore diverso: dal basso in alto, giallo, verde, arancio e rosso. In realtà il video è in bianco e nero: i colori vengono simulati apponendo sullo schermo una pellicola trasparente con strisce colorate posizionate in modo da corrispondere alle file di mattoni. Ogni mattone colpito assegna un punteggio: 1 punto per i mattoni gialli; 3 punti per i mattoni verdi; 5 punti per i mattoni arancio e 7 punti per quelli rossi. La velocità della pallina aumenta dopo 4 colpi, poi dopo altri 12 colpi ed infine quando la pallina raggiunge le file di mattoni arancio e rossi. Quando poi questa sfonda l'ultima fila di mattoni rossi e colpisce il muro superiore, la barra dimezza la sua larghezza.

## Sviluppo
Breakout è stato ideato da Nolan Bushnell e Steve Bristow (rientrato in Atari dopo la sua permanenza nella controllata Kee Games). Bushnell, dopo il successo di Pong (1972), voleva realizzare un gioco simile, ma utilizzabile da un solo giocatore. Al Alcorn, messo a capo del progetto, cominciò lo sviluppo nel 1975 insieme alla Cyan Engineering. Nello stesso tempo Bushnell chiese a Steve Jobs, all'epoca un dipendente Atari, di migliorare il prototipo dell'hardware: tempo prima, infatti, Jobs aveva mostrato a Bushnell una versione più compatta della scheda del gioco Pong, realizzata da Steve Wozniak, contenente solo 30 integrati. Bushnell offrì a Jobs 750$ per il lavoro di riduzione degli integrati con la promessa di elargire un bonus di 100$ per ogni chip utilizzato in meno rispetto agli schemi originali.
Jobs chiese al suo amico Steve Wozniak, all'epoca impiegato alla Hewlett-Packard, di aiutarlo nel compito promettendogli metà del compenso a lavoro finito. Wozniak non aveva nessuno schema in mano e progettò il suo prototipo basandosi solo sulle informazioni fornite da Jobs. Anche se Atari non aveva dato nessuna scadenza, Jobs disse a Wozniak che il progetto doveva essere consegnato in 4 giorni: per rispettare l'impegno, Wozniak fu costretto a lavorare ininterrottamente giorno e notte, senza neanche dormire. Il risultato fu una scheda composta da più di 50 integrati in meno rispetto alla scheda progettata da Atari: questo risultato fruttò a Jobs un compenso extra di 5.000$. Tuttavia Jobs divise solamente la cifra iniziale con l'amico, non facendo menzione del bonus ricevuto. A Wozniak, infatti, Jobs aveva detto che avrebbero ricevuto 700$ per una scheda con meno di 50 integrati e 1000$ per una scheda con meno di 40 integrati.
Il prototipo di Wozniak non venne comunque utilizzato per la produzione in serie. Questi, nel suo processo di riduzione degli integrati, aveva utilizzato solo 44 chip TTL (anche se uno dei primi ne impiegava solo 42). Secondo lo stesso Wozniak, gli ingegneri di Atari non usarono la sua scheda perché troppo complessa da modificare e produrre, per cui rielaborarono in proprio il circuito, semplificandolo: il risultato fu una scheda con poco meno di 100 integrati TTL ma più facile da produrre, col gioco mantenuto inalterato in sé.

## Versioni
Breakout è stato convertito per diverse piattaforme domestiche, a partire dalla console Atari 2600, oltre che nel sistema dedicato Video Pinball.
La versione per Atari 2600 gode di varie modalità di gioco, date le possibilità dello switch della console:
- Breakout: la versione normale del gioco;
- Breakout manovrabile: una versione in cui è possibile regolare la direzione della pallina;
- Breakout presa: la racchetta può afferrare la pallina per poi lanciarla;
- Breakout invisibile: i blocchetti da colpire sono invisibili;
- Breakout a tempo: Breakout normale solo con un timer applicato. Questa versione può essere abbinata con le precedenti;
- Breakthru: in questa versione, la pallina non rimbalza al primo blocco che colpisce, ma arriva fino in fondo, per poi tornare indietro. Anche questa versione è applicabile con le precedenti.

### Super Breakout
Nel 1978 Ed Logg ha sviluppato Super Breakout, versione piuttosto simile a quella originale, ma realizzata su un sistema dotato di un microprocessore MOS 6502.
Super Breakout include nuove modalità di gioco:
- Double Breakout: il giocatore ha due palline e due racchette che si spostano in sintonia a diverse altezze.
- Cavity Breakout: dentro la schiera di mattoni ci sono inizialmente due cavità che contengono altre due palline, che entrano in gioco come palline aggiuntive una volta "liberate".
- Progressive Breakout: durante il gioco le schiere di mattoni scorrono progressivamente verso il basso e ne compaiono nuove in alto.

Questa fu la versione convertita per altre piattaforme Atari oltre al 2600: Atari 5200, Atari 8-bit, Atari ST.

## Serie ufficiale
Quisti i titoli prodotti ufficialmente, escluse varie conversioni apparse all'interno di raccolte, e pubblicati perlopiù dalla stessa Atari:
- Breakout (1976)
- Super Breakout (1978)
- Breakout 2000 (1996) per Atari Jaguar, dotato di 3D e di multigiocatore
- Breakout (2000) per Macintosh, PlayStation e Windows, dotato di 3D e di multigiocatore
- Super Breakout (2008) per iPhone, dotato di nuova modalità Super Super Breakout
- Breakout: Boost (2011) per iPhone e iPad, con la principale novità di poter cambiare in tempo reale la velocità della pallina
- Breakout: Recharged (2022) per Linux, Macintosh, Nintendo Switch, PlayStation 4, PlayStation 5, Stadia, Windows, Xbox One, Xbox Series

## Cloni
Data la popolarità ottenuta dal gioco sono susseguiti nel corso degli anni numerosi cloni.